# IC 1107
IC 1107 ist ein optisches Galaxienpaar im Sternbild Schlange am Nordsternhimmel.
Das Objekt wurde am 18. Mai 1892 von Stéphane Javelle entdeckt.